# Spencer Boldman
Spencer Boldman (Dallas, 1992. július 28. –) amerikai színész.

## Fiatalkora
Spencer Boldman német és ír származású 188 centiméteres színész 1992. július 28-án született Dallasban. 2010 júniusában diplomázott a Plano East Senior High Schoolban.

## Pályafutása
Híresebb alakításai közé tartozik Adam Davenport megformálása a Laborpatkányok című Disney XD sorozatban. 2012-ben a 21 Jump Street – A kopasz osztag című filmben szerepelt. 2014-ben szerepelt a Megkutyulva című filmben, Zendaya oldalán. 2018-ban a Cruise című filmben szerepelt.

## Filmográfia

### Film
| Év   | Magyar cím                           | Eredeti cím                         | Szerep         | Magyar hang    |
| ---- | ------------------------------------ | ----------------------------------- | -------------- | -------------- |
| 2018 |                                      | Cruise                              | Gio Fortunato  |                |
| 2014 | Megkutyulva                          | Zapped                              | Jackson Kale   | Szatory Dávid  |
| 2014 | Angyalok a porondon 2.: Dakota nyara | Cowgirls 'n Angels: Dakota's Summer | Bryce          | Timon Barna    |
| 2012 | 21 Jump Street – A kopasz osztag     | 21 Jump Street                      | French Samuels | Molnár Levente |

### Televízió
| Év        | Magyar cím              | Eredeti cím     | Szerep         | Megjegyzések                            |
| --------- | ----------------------- | --------------- | -------------- | --------------------------------------- |
| 2013      | Jessie                  | Jessie          | Ted Hoover     | 1 epizód                                |
| 2012–2016 | Laborpatkányok          | Lab Rats        | Adam Davenport | főszereplő magyar hangja Baráth István  |
| 2010–2011 | Benne vagyok a bandában | I'm in the Band | Bryce Johnson  | 3 epizód magyar hangja Minárovits Péter |
| 2009      | iCarly                  | iCarly          | Nate           | 1 epizód                                |